# Арсель, Николай
Николай Арсель (дат. Nikolaj Arcel; род. 25 августа 1972, Копенгаген) — датский кинорежиссёр и сценарист.

## Биография
Николай Арсель родился и вырос в семье датского архитектора и его жены-гречанки, психолога по профессии. Родители развелись, когда Николаю было 7 лет. После окончания школы Арсель поступил в Датскую национальную киношколу и окончил её в 2001 году как кинорежиссёр. Его дипломная работа, короткометражный фильм «Последняя симфония Войцека», получила гран-при на Международном фестивале короткометражного кино в Клермон-Ферране.
В 2004 году вышла дебютная работа Арселя, фильм «Королевская игра», который принёс режиссёру премию «Роберт» за лучшую режиссуру. В 2007 году Арсель снял приключенческий фильм «Остров потерянных душ», а в 2010 году — комедию «Правда о мужчинах». Международную известность режиссёру принёс фильм «Королевский роман», который вышел на экраны в 2012 году. После этого Арсель начал работать в Голливуде.
3 июня 2015 года Арсель заключил контракт на съёмки фильма «Тёмная башня» по мотивам одноимённой серии книг Стивена Кинга. В 2023 году на экраны вышел исторический фильм Арселя «Меч короля», экранизация романа Иды Йессен «Капитан и Энн Барбара».

## Фильмография
- 2001: Последняя симфония Войцека / Woyzeck’s Last Symphony (короткометражный фильм)
- 2004: Королевская игра / King’s Game
- 2007: Остров потерянных душ / Island of Lost Souls
- 2008: Экспедиция на Сатурн / Rejsen til Saturn (полнометражный мультфильм) — сценарист
- 2010: Правда о мужчинах / Truth About Men
- 2012: Королевский роман / A Royal Affair
- 2017: Тёмная башня / The Dark Tower
- 2023: Меч короля